# Молодіжний чемпіонат Європи з футболу 2023 (кваліфікація, група H)
Група H кваліфікаційного турніру молодіжного чемпіонату Європи з футболу 2023 року складається з шести молодіжних збірних: Вірменії, Північної Македонії, Сербії, України, Фарерських островів та Франції.
Переможець групи виходить до фінального турніру. Якщо команда, що посіла друге місце, виявиться найкращою серед команд, що посіли другі місця в дев'яти відбіркових групах, то вона також виходить у фінальну стадію напряму. Решта команд, що посіли другі місця в своїх групах, беруть участь у стикових матчах. При цьому при визначенні найкращих других збірних враховуються лише матчі з командами, які фінішували на перших, третіх, четвертих та п'ятих місцях.

## Таблиця
| Поз | Команда            | І  | В | Н | П | ГЗ | ГП | РГ  | О  | Кваліфікація                |     |     |     |     |     |     |     |
| --- | ------------------ | -- | - | - | - | -- | -- | --- | -- | --------------------------- | --- | --- | --- | --- | --- | --- | --- |
| 1   | Франція            | 10 | 8 | 2 | 0 | 31 | 5  | +26 | 26 | Вихід до фінального турніру |     | —   | 5–0 | 2–0 | 2–0 | 3–0 | 7–0 |
| 2   | Україна            | 10 | 7 | 2 | 1 | 20 | 11 | +9  | 23 | Плей-оф                     |     | 3–3 | —   | 2–1 | 1–0 | 4–0 | 2–1 |
| 3   | Сербія             | 10 | 3 | 3 | 4 | 10 | 11 | −1  | 12 |                             |     | 0–3 | 0–1 | —   | 0–0 | 2–1 | 2–0 |
| 4   | Фарерські острови  | 10 | 2 | 4 | 4 | 6  | 12 | −6  | 10 |                             | 1–1 | 0–4 | 1–1 | —   | 1–1 | 2–0 |     |
| 5   | Північна Македонія | 10 | 2 | 3 | 5 | 8  | 15 | −7  | 9  |                             | 0–1 | 1–1 | 0–0 | 0–1 | —   | 3–1 |     |
| 6   | Вірменія           | 10 | 1 | 0 | 9 | 7  | 28 | −21 | 3  |                             | 1–4 | 0–2 | 1–4 | 2–0 | 1–2 | —   |     |

## Матчі
| 8 червня 2021 18:30 (17:30 WET) |

| Фарерські острови     | 2–0      | Вірменія |
| --------------------- | -------- | -------- |
| - Йоханнесен 68', 84' | Протокол |          |

| Свангаскар, Тофтір Глядачів: 0 |

| 2 вересня 2021 16:30 (18:30 AMT) |

| Вірменія                        | 2–0      | Фарерські острови |
| ------------------------------- | -------- | ----------------- |
| Григорян 40' Мірзоян 85' (пен.) | Протокол |                   |

| Стадіон Єреванської футбольної академії, Єреван Глядачів: 900 |

| 2 вересня 2021 18:30 |

| Франція                                  | 3–0      | Північна Македонія |
| ---------------------------------------- | -------- | ------------------ |
| - Мбуку 26' - Камавінга 50' - Калулу 89' | Протокол |                    |

| ММАрена, Ле-Ман Глядачів: 2311 |

| 3 вересня 2021 18:00 |

| Сербія | 0–1      | Україна      |
| ------ | -------- | ------------ |
|        | Протокол | Криськів 14' |

| Спортивний центр ФСС, Стара Пазова Глядачів: 212 |

| 6 вересня 2021 18:30 (17:30 WET) |

| Фарерські острови | 1–1      | Франція  |
| ----------------- | -------- | -------- |
| Льокін 55'        | Протокол | Гуїрі 8' |

| Свангаскар, Тофтір Глядачів: 496 |

| 7 вересня 2021 16:00 |

| Північна Македонія | 0–0      | Сербія |
| ------------------ | -------- | ------ |
|                    | Протокол |        |

| Білянини Ізвори, Охрид Глядачів: 450 |

| 7 вересня 2021 18:00 (19:00 EEST) |

| Україна                 | 2–1      | Вірменія      |
| ----------------------- | -------- | ------------- |
| Криськів 20' Мудрик 62' | Протокол | Галстян 45+4' |

| Колос, Ковалівка Глядачів: 2940 |

| 7 жовтня 2021 16:00 (15:00 WET) |

| Фарерські острови | 1–1      | Північна Македонія |
| ----------------- | -------- | ------------------ |
| Йохансен 8'       | Протокол | Горгієвскі 55'     |

| Свангаскар, Тофтір Глядачів: 786 |

| 7 жовтня 2021 16:00 (18:00 AMT) |

| Вірменія    | 1–4      | Сербія                                         |
| ----------- | -------- | ---------------------------------------------- |
| Мірзоян 36' | Протокол | Еракович 56' Терзич 85' Тедич 88' Гаврич 90+6' |

| Стадіон Єреванської футбольної академії, Єреван Глядачів: 430 |

| 8 жовтня 2021 18:30 |

| Франція                                         | 5–0      | Україна       |
| ----------------------------------------------- | -------- | ------------- |
| Калімуендо 40' Діоп 43' Адлі 54' Шеркі 68', 80' | Протокол | Таловєров 27' |

| Стад Франсіс Ле Бле, Брест Глядачів: 4546 |

| 12 жовтня 2021 16:00 (18:00 AMT) |

| Вірменія     | 1–2      | Північна Македонія          |
| ------------ | -------- | --------------------------- |
| Григорян 90' | Протокол | Горгієвскі 25' Максімов 83' |

| Стадіон Єреванської футбольної академії, Єреван Глядачів: 460 |

| 12 жовтня 2021 17:00 (18:00 EEST) |

| Україна                           | 1–0      | Фарерські острови |
| --------------------------------- | -------- | ----------------- |
| Едмундссон 24' (аг) · Судаков 41' | Протокол |                   |

| Славутич-Арена, Запоріжжя Глядачів: 1470 |

| 12 жовтня 2021 18:30 |

| Сербія | 0–3      | Франція                             |
| ------ | -------- | ----------------------------------- |
|        | Протокол | Адлі 28' Гуїрі 43' (пен.) Шеркі 87' |

| Стадіон Партизана, Белград Глядачів: 50 |

| 11 листопада 2021 13:00 |

| Північна Македонія | 1–1      | Україна    |
| ------------------ | -------- | ---------- |
| Гроздановскі 58'   | Протокол | Сирота 43' |

| Тренувальний центр ФФМ, Скоп'є Глядачів: 482 |

| 11 листопада 2021 20:45 |

| Франція                                                          | 7–0      | Вірменія |
| ---------------------------------------------------------------- | -------- | -------- |
| Какере 11' Діоп 27', 50' Шеркі 35' Калімуендо 58', 70' Ле Фе 82' | Протокол |          |

| Стад де Альп, Гренобль Глядачів: 6839 |

| 12 листопада 2021 18:00 |

| Сербія | 0–0      | Фарерські острови |
| ------ | -------- | ----------------- |
|        | Протокол |                   |

| Караджордже, Новий Сад Глядачів: 372 |

| 16 листопада 2021 17:00 (18:00 EET) |

| Україна                                      | 2–1      | Сербія       |
| -------------------------------------------- | -------- | ------------ |
| Криськів 9' · Бондаренко 45+1' · Судаков 81' | Протокол | Митрович 78' |

| Арена Львів, Львів Глядачів: 4771 |

| 16 листопада 2021 18:30 |

| Північна Македонія | 0–1      | Франція    |
| ------------------ | -------- | ---------- |
|                    | Протокол | Калулу 75' |

| Тоше Проескі, Скоп'є Глядачів: 723 |

| 24 березня 2022 17:00 |

| Сербія                | 2–1      | Північна Македонія |
| --------------------- | -------- | ------------------ |
| Пантович 9' Йович 82' | Протокол | Дімовскі 83'       |

| Вождовац, Белград Глядачів: 402 |

| 24 березня 2022 20:45 |

| Франція                               | 2–0      | Фарерські острови |
| ------------------------------------- | -------- | ----------------- |
| - Камавінга 23' - Йоханнесен 82' (аг) | Протокол |                   |

| Стад де ль'Епоп, Кале Глядачів: 7,823 |

| 29 березня 2022 16:00 |

| Сербія                         | 2–0      | Вірменія |
| ------------------------------ | -------- | -------- |
| - Каменович 40' - Терзич 45+2' | Протокол |          |

| ТСЦ Арена, Бачка-Топола Глядачів: 811 |

| 29 березня 2022 18:00 |

| Північна Македонія | 0–1      | Фарерські острови        |
| ------------------ | -------- | ------------------------ |
|                    | Протокол | Радославлевич 52' (пен.) |

| Тоше Проескі, Скоп'є Глядачів: 200 |

| 1 червня 2022 20:00 |

| Фарерські острови | 0–4      | Україна                                               |
| ----------------- | -------- | ----------------------------------------------------- |
|                   | Протокол | Бондаренко 28' Супряга 33' Вівчаренко 54' Судаков 62' |

| Торсволлюр, Торсгавн Глядачів: 675 |

| 2 червня 2022 17:00 |

| Північна Македонія                           | 3–1      | Вірменія   |
| -------------------------------------------- | -------- | ---------- |
| Максімов 22' Ілієвскі 85' Еміні 90+7' (пен.) | Протокол | Симонян 9' |

| Тренувальний центр ФФМ, Скоп'є Глядачів: 167 |

| 2 червня 2022 21:45 |

| Франція             | 2–0      | Сербія |
| ------------------- | -------- | ------ |
| Тюрам 42' Гуїрі 60' | Протокол |        |

| Стад де Альп, Гренобль Глядачів: 10101 |

| 5 червня 2022 20:45 |

| Україна                                  | 4–0      | Північна Македонія |
| ---------------------------------------- | -------- | ------------------ |
| В'юнник 69' Судаков 71' Ванат 85', 90+4' | Протокол |                    |

| Есеньюрт Неджмі Кадиоглу, Стамбул (Туреччина) Глядачів: 81 |

| 6 червня 2022 19:30 |

| Вірменія   | 1–4      | Франція                                   |
| ---------- | -------- | ----------------------------------------- |
| Шагоян 69' | Протокол | Ле Фе 21', 76' Гуїрі 66' (пен.) Гюсто 89' |

| Стадіон Єреванської футбольної академії, Єреван Глядачів: 1300 |

| 7 червня 2022 17:15 |

| Фарерські острови | 1–1      | Сербія       |
| ----------------- | -------- | ------------ |
| Нільсен 55'       | Протокол | Митрович 77' |

| Ві Джупумирар, Клаксвік Глядачів: 569 |

| 9 червня 2022 19:45 |

| Україна                                    | 3–3      | Франція                      |
| ------------------------------------------ | -------- | ---------------------------- |
| Ванат 7' Бадьяшиль 44' (аг) Бондаренко 50' | Протокол | Аблін 3' Тюрам 10' Гуїрі 25' |

| Есеньюрт Неджмі Кадиоглу, Стамбул (Туреччина) Глядачів: 189 |

| 12 червня 2022 18:00 |

| Вірменія | 0–2      | Україна                   |
| -------- | -------- | ------------------------- |
|          | Протокол | Кулієв 49' Вівчаренко 68' |

| Стадіон Єреванської футбольної академії, Єреван Глядачів: 450 |

## Бомбардири
5 голів:
| - Амін Гуїрі |

4 голи:
| - Раян Шеркі |

3 голи:
| - Владислав Ванат - Дмитро Криськів | - Георгій Судаков - Соф'ян Діоп | - Арно Калімуендо - Енцо Ле Фе |

2 голи:
| - Артем Бондаренко - Костянтин Вівчаренко - Нарек Григорян - Мікаель Мірзоян - Марко Горгієвскі | - Методі Максімов - Стефан Митрович - Нікола Терзич - Йонн Йоханнесен | - Амін Адлі - П'єр Калулу - Едуарду Камавінга - Хефрен Тюрам |

1 гол:
| - Богдан В'юнник - Ельдар Кулієв - Михайло Мудрик - Олександр Сирота - Владислав Супряга - Арсен Галстян - Ерік Симонян - Жирайр Шагоян - Томче Гроздановскі | - Боян Дімовскі - Сефер Еміні - Маріо Ілієвскі - Желько Гаврич - Страхіня Еракович - Неманя Йович - Дімітріє Каменович - Мілош Пантович - Слободан Тедич | - Андрасс Йохансен - Стеффан Льокін - Йорген Нільсен - Стефан Радосавлевич - Маттіс Аблін - Мало Гюсто - Максенс Какере - Натанаель Мбуку |

1 автогол:
| - Андріас Едмундссон (проти України) | - Акі Йоханнесен (проти Франції) | - Бенуа Бадьяшиль (проти України) |